# Oleg Novković
Oleg Novković (en serbi ciríl·lic: Олег Новковић, Belgrad, 28 de març de 1968) és un director de cinema i guionista serbi.

## Carrera
El 1991, Oleg Novković va dirigir la seva primera pel·lícula, Pomračenje ('Eclipsi')., seguida, el 1993, de Kaži zašto me ostavi ("Per què em vas deixar?"), pel·lícula de la qual va escriure el guió en col·laboració amb Srđan Koljević; narra la història d'un jove que, pensant que anava a fer un exercici militar i va passar cinc mesos al front a Vukovar. El 2001, Novković estrena Normalni ljudi (“Persones normals”) i, el 2006, Sutra ujutru ("Demà al matí"), amb guió de Milena Marković.

## Premis
En 2006, Oleg Novković va guanyar el Premi Fipresci i el Gran Premi del Festival de Cinema de Cottbus per Sutra ujutru, així com la Menció Especial del Festival Internacional de Cinema de Karlovy Vary. i la Palmera de Plata a la millor pel·lícula a la XXVIII edició de la Mostra de València

## Filmografia
- 1991 : Pomračenje (curtmetratge)
- 1993 : Kaži zašto me ostavi
- 2001 : Normalni ljudi
- 2006 : Rudarska Opera (documental)
- 2006 : Sutra ujutru
- 2010 : Beli, beli svet
- 2015 : Otadzbina
- 2020 : Ziv covek